# Wereldbeker bobsleeën 2014/2015
De wereldbeker bobsleeën in het seizoen 2014/2015 (officieel: Viessmann FIBT Bob & Skeleton World Cup 2014/2015) liep van 10 december 2014 tot en met 15 februari 2015. De competitie werd georganiseerd door de FIBT, gelijktijdig met de wereldbeker skeleton.
De competitie omvatte dit seizoen acht wedstrijden in de drie traditionele onderdelen van het bobsleeën. Bij de mannen de twee- en viermansbob en bij de vrouwen de tweemansbob. De zesde wereldbekerwedstrijd in La Plagne gold voor de Europese deelnemers tevens als het Europees kampioenschap.
De titels gingen naar de piloten Oskars Melbārdis (Letland, tweemansbob en viermansbob) bij de mannen en Elana Meyers (Verenigde Staten, tweemansbob) bij de vrouwen.

## Wereldbeker punten
De eerste 30 in het dagklassement krijgen punten voor het wereldbekerklassement toegekend. De top 20 na de eerste run gaan verder naar de tweede run, de overige deelnemers krijgen hun punten toegekend op basis van hun klassering na de eerste run. De onderstaande tabel geeft de punten per plaats weer.
| Klassering = punten                          | Klassering = punten                           | Klassering = punten                               | Klassering = punten                          | Klassering = punten                          | Klassering = punten                          |
| -------------------------------------------- | --------------------------------------------- | ------------------------------------------------- | -------------------------------------------- | -------------------------------------------- | -------------------------------------------- |
| 1e = 225 2e = 210 3e = 200 4e = 192 5e = 184 | 6e = 176 7e = 168 8e = 160 9e = 152 10e = 144 | 11e = 136 12e = 128 13e = 120 14e = 112 15e = 104 | 16e = 96 17e = 88 18e = 80 19e = 74 20e = 68 | 21e = 62 22e = 56 23e = 50 24e = 45 25e = 40 | 26e = 36 27e = 32 28e = 28 29e = 24 30e = 20 |

## Tweemansbob (m)

### Uitslagen
| Datum      | Plaats           | Eerste                                         | Tweede                                         | Derde                                           |
| ---------- | ---------------- | ---------------------------------------------- | ---------------------------------------------- | ----------------------------------------------- |
| 13/12/2014 | Lake Placid      | Duitsland Francesco Friedrich Thorsten Margis  | Letland Oskars Melbārdis Daumants Dreiškens    | Verenigde Staten Nick Cunningham Casey Wickline |
| 20/12/2014 | Calgary          | Letland Oskars Melbārdis Daumants Dreiškens    | Duitsland Francesco Friedrich Martin Grothkopp | Zwitserland Beat Hefti Alex Baumann             |
| 10/01/2015 | Altenberg        | Zwitserland Beat Hefti Alex Baumann            | Letland Oskars Melbārdis Daumants Dreiškens    | Duitsland Nico Walther Joshua Bluhm             |
| 17/01/2015 | Königssee        | Zwitserland Beat Hefti Alex Baumann            | Duitsland Nico Walther Marko Hübenbecker       | Canada Justin Kripps Bryan Barnett              |
| 24/01/2015 | Sankt Moritz     | Letland Oskars Melbārdis Daumants Dreiškens    | Zwitserland Beat Hefti Alex Baumann            |                                                 |
| 24/01/2015 | Sankt Moritz     | Letland Oskars Melbārdis Daumants Dreiškens    | Letland Uģis Žaļims Intars Dambis              |                                                 |
| 31/01/2015 | La Plagne        | Duitsland Francesco Friedrich Martin Grothkopp | Letland Oskars Melbārdis Daumants Dreiškens    | Zwitserland Rico Peter Bror van der Zijde       |
| 07/02/2015 | Igls             | Duitsland Francesco Friedrich Thorsten Margis  | Letland Oskars Melbārdis Daumants Dreiškens    | Zwitserland Beat Hefti Alex Baumann             |
| 14/02/2015 | Krasnaja Poljana | Zwitserland Rico Peter Simon Friedli           | Letland Oskars Melbārdis Daumants Dreiškens    | Zwitserland Beat Hefti Alex Baumann             |

### Eindstand
| #  | Piloot              | Land | Punten |
| -- | ------------------- | ---- | ------ |
| 1  | Oskars Melbārdis    | LAT  | 1684   |
| 2  | Beat Hefti          | SUI  | 1636   |
| 3  | Rico Peter          | SUI  | 1449   |
| 4  | Francesco Friedrich | GER  | 1429   |
| 5  | Nico Walther        | GER  | 1378   |
| 6  | Steven Holcomb      | USA  | 1296   |
| 7  | Aleksandr Kasjanov  | RUS  | 1256   |
| 8  | Justin Kripps       | CAN  | 1248   |
| 9  | Nick Cunningham     | USA  | 1020   |
| 10 | Codie Bascue        | USA  | 976    |

## Viermansbob (m)

### Uitslagen
| Datum      | Plaats           | Eerste                                                                   | Tweede                                                                         | Derde                                                                      |
| ---------- | ---------------- | ------------------------------------------------------------------------ | ------------------------------------------------------------------------------ | -------------------------------------------------------------------------- |
| 14/12/2014 | Lake Placid      | Duitsland Maximilian Arndt Kevin Korona Joshua Bluhm Ben Heber           | Rusland Aleksandr Kasjanov Maksim Mokroesov Ilvar Hoezin Aleksej Poesjkarev    | Letland Oskars Melbārdis Daumants Dreiškens Arvis Vilkaste Jānis Strenga   |
| 21/12/2014 | Calgary          | Letland Oskars Melbārdis Daumants Dreiškens Arvis Vilkaste Jānis Strenga | Duitsland Francesco Friedrich Jan Speer Martin Grothkopp Thorsten Margis       | Duitsland Maximilian Arndt Kevin Korona Joshua Bluhm Ben Heber             |
| 11/01/2015 | Altenberg        | Duitsland Nico Walther Andreas Bredau Marko Hübenbecker Christian Poser  | Letland Oskars Melbārdis Daumants Dreiškens Arvis Vilkaste Jānis Strenga       | Zwitserland Rico Peter Bror van der Zijde Thomas Amrhein Simon Friedli     |
| 18/01/2015 | Königssee        | Duitsland Maximilian Arndt Kevin Korona Alexander Rödiger Ben Heber      | Duitsland Nico Walther Andreas Bredau Marko Hübenbecker Christian Poser        | Letland Oskars Melbārdis Daumants Dreiškens Arvis Vilkaste Jānis Strenga   |
| 25/01/2015 | Sankt Moritz     | Letland Oskars Melbārdis Daumants Dreiškens Arvis Vilkaste Jānis Strenga | Duitsland Francesco Friedrich Gregor Bermbach Martin Grothkopp Thorsten Margis | Duitsland Maximilian Arndt Jan Speer Alexander Rödiger Martin Putze        |
| 01/02/2015 | La Plagne        | Letland Oskars Melbārdis Daumants Dreiškens Arvis Vilkaste Jānis Strenga | Rusland Aleksandr Kasjanov Ilvir Choezin Aleksej Poesjkarev Aleksej Zajtsev    | Duitsland Francesco Friedrich Candy Bauer Martin Grothkopp Thorsten Margis |
| 08/02/2015 | Igls             | Letland Oskars Melbārdis Daumants Dreiškens Arvis Vilkaste Jānis Strenga | Duitsland Francesco Friedrich Candy Bauer Martin Grothkopp Thorsten Margis     | Duitsland Nico Walther Andreas Bredau Marko Hübenbecker Christian Poser    |
| 15/02/2015 | Krasnaja Poljana | Letland Oskars Melbārdis Daumants Dreiškens Arvis Vilkaste Jānis Strenga | Rusland Aleksandr Kasjanov Ilvir Choezin Aleksej Poesjkarev Aleksej Zajtsev    | Duitsland Maximilian Arndt Alexander Rödiger Ben Heber Martin Putze        |

### Eindstand
| #  | Piloot              | Land | Punten |
| -- | ------------------- | ---- | ------ |
| 1  | Oskars Melbārdis    | LAT  | 1735   |
| 2  | Aleksandr Kasjanov  | RUS  | 1494   |
| 3  | Maximilian Arndt    | GER  | 1410   |
| 4  | Nico Walther        | GER  | 1379   |
| 5  | Francesco Friedrich | GER  | 1310   |
| 6  | Rico Peter          | SUI  | 1228   |
| 7  | Steven Holcomb      | USA  | 1224   |
| 8  | Justin Kripps       | CAN  | 1134   |
| 9  | Chris Spring        | CAN  | 1032   |
| 10 | Oskars Ķibermanis   | LAT  | 1016   |

## Tweemansbob (v)

### Uitslagen
| Datum      | Plaats           | Eerste                                          | Tweede                                           | Derde                                            |
| ---------- | ---------------- | ----------------------------------------------- | ------------------------------------------------ | ------------------------------------------------ |
| 13/12/2014 | Lake Placid      | Verenigde Staten Elana Meyers Cherrelle Garrett | Verenigde Staten Jazmine Fenlator Natalie DeRatt | Verenigde Staten Jamie Greubel Lauren Gibbs      |
| 20/12/2014 | Calgary          | Verenigde Staten Elana Meyers Cherrelle Garrett | Duitsland Anja Schneiderheinze Franziska Bertels | Canada Kaillie Humphries Kate O'Brien            |
| 10/01/2015 | Altenberg        | Verenigde Staten Elana Meyers Cherrelle Garrett | België Elfje Willemsen Annelies Holthof          | Canada Kaillie Humphries Melissa Lotholz         |
| 17/01/2015 | Königssee        | Duitsland Cathleen Martini Lisa Buckwitz        | België Elfje Willemsen Annelies Holthof          | Duitsland Anja Schneiderheinze Annika Drazek     |
| 24/01/2015 | Sankt Moritz     | Duitsland Anja Schneiderheinze Annika Drazek    | Duitsland Cathleen Martini Franziska Bertels     | Verenigde Staten Jamie Greubel Cherrelle Garrett |
| 31/01/2015 | La Plagne        | Verenigde Staten Elana Meyers Cherrelle Garrett | Verenigde Staten Jamie Greubel Lauryn Williams   | Canada Kaillie Humphries Melissa Lotholz         |
| 07/02/2015 | Igls             | Verenigde Staten Elana Meyers Lauryn Williams   | Duitsland Anja Schneiderheinze Annika Drazek     | Verenigde Staten Jamie Greubel Cherrelle Garrett |
| 14/02/2015 | Krasnaja Poljana | Verenigde Staten Elana Meyers Lauryn Williams   | Canada Kaillie Humphries Melissa Lotholz         | Verenigde Staten Jamie Greubel Lauren Gibbs      |

### Eindstand
| #  | Piloot               | Land | Punten |
| -- | -------------------- | ---- | ------ |
| 1  | Elana Meyers         | USA  | 1718   |
| 2  | Kaillie Humphries    | CAN  | 1522   |
| 3  | Jazmine Fenlator     | USA  | 1474   |
| 4  | Elfje Willemsen      | BEL  | 1460   |
| 5  | Anja Schneiderheinze | GER  | 1389   |
| 6  | Jamie Greubel        | USA  | 1386   |
| 7  | Stefanie Szczurek    | GER  | 1304   |
| 8  | Cathleen Martini     | GER  | 1155   |
| 9  | Nadezjda Sergejeva   | RUS  | 1072   |
| 10 | Mica McNeill         | GBR  | 840    |

1983/1984 · 
1984/1985 · 
1985/1986 · 
1986/1987 · 
1987/1988 · 
1988/1989 · 
1989/1990 · 
1990/1991 · 
1991/1992 · 
1992/1993 · 
1993/1994 · 
1994/1995 · 
1995/1996 · 
1996/1997 · 
1997/1998 · 
1998/1999 · 
1999/2000 · 
2000/2001 · 
2001/2002 · 
2002/2003 · 
2003/2004 · 
2004/2005 · 
2005/2006 · 
2006/2007 · 
2007/2008 · 
2008/2009 ·
2009/2010 ·
2010/2011 ·
2011/2012 ·
2012/2013 ·
2013/2014 ·
2014/2015 ·
2015/2016 ·
2016/2017 ·
2017/2018 ·
2018/2019 ·
2019/2020 ·
2020/2021 ·
2021/2022 ·
2022/2023 ·
2023/2024 ·
2024/2025
Alpineskiën ·
Biatlon ·
Bobsleeën ·
Freestyleskiën ·
Langlaufen ·
Noordse combinatie ·
Rodelen ·
Schaatsen (junioren) ·
Schansspringen ·
Shorttrack ·
Skeleton ·
Snowboarden